# Émilie Le Pennec
Émilie Le Pennec född den 31 december 1987 i La Garenne-Colombes, Frankrike, är en fransk före detta gymnast.
Hon tog OS-guld i barr i samband med de olympiska gymnastiktävlingarna 2004 i Aten.